# Samma färg-illusionen

Rutorna som är märkta A och B ser ut att ha olika färg.

En brygga med samma färgton sammanbinder de två "olika" rutorna.

Samma färg-illusionen, också känd som Adelson's checker shadow illusion, checker shadow illusion och checker shadow är en optisk illusion som först publicerades av Edward H. Adelson, professor i Vision Science vid MIT 1995. Rutorna A och B i bilden är fysiskt sett likadana, trots att de ser ut att ha olika nyanser. Detta kan bevisas genom att kopiera in bilden i ett bildbehandlingsprogram och matcha färgerna emot varandra.

## Förklaring
"När vi ställs inför en tredimensionell bild så percipierar vårt centrala nervsystem omedelbart en ljusvinkel och använder denna för att bedöma storlek och form på objektet."
Den första bilden visar vad som förefaller att vara en del av ett svartvitt schackbräde med en grön cylinder som står i dess hörn och kastar en skugga mot brädans centrum. De svarta och vita rutorna har i bilden olika nyanser av grått. Illusionens bild är konstruerad så att de "vita" rutorna i skuggan, varav en märkt "B", fysiskt sett har exakt samma nyans som de "svarta" rutorna utanför skuggan, varav en är märkt "A". De två rutorna A och B förefaller att ha helt olika färg som ett resultat av illusionen. Den andra versionen av bilden har en inlagd brygga som sammanfogar de två rutorna och som visar att de fysiskt sett har samma grå färg.